# 徐沛昕
徐沛昕（Jessica Tsui），香港作曲人及作詞人，畢業於庇理羅士女子中學及英國列斯大學音樂系。曾經為鄭秀文、張敬軒 、譚詠麟等歌手合作。身為基督徒的她，亦有參與不同音樂機構的作曲、填詞及編曲。

## 作曲作品

### 2016年
| - 許靖韻 – 不要吃花生 |

### 2018年
| - 張敬軒 – 缺 - 譚詠麟 – 移動人 |

### 2019年
| - 鄭秀文 – 我們都是這樣長大的（曲、編） |

### 2020年
| - 馬浩俊 – 天色常藍 - 李克勤 – 格林童話 - 李克勤 – 為食熊貓 - 梁釗峰 – 笑哈哈先生 |

### 2021年
| - C AllStar – 留下來的人 - 鄭欣宜 – 最難行的路 - 黃淑蔓 – 致未來的我 |

### 2022年
| - 雲浩影 - 密切接觸者 |

### 2023年
| - 鄭欣宜 - 我所看見的未來 |

### 2024年
| - 江若琳 - 一直留在心底的事 - 曾傲棐 - 頭號粉絲 |

### 2025年
| - 吳業坤 - 愛情求生案內書 |

## 詩歌作品

### 作曲及填詞
- HKACM《耶穌謝謝你的愛》
- Music2000《願我屈膝你跟前》
- 《倚靠》
- 《持守》
- 《奇妙的創造》

### 作曲
- 《小說》，主唱: 何凱文
- 《共攜手》

### 編曲
- Milk&Honey Worship《當我已無力祈禱》
- SON Music 新音樂敬拜創作《親愛聖靈》
- 艾阮詩歌《你所見我見》, 《傳道書之歌》, 《祂不是別人》, 《換我自由》, 《實在你應該知道》, 《我的小城》, 《偉大真神》, 《聖誕快樂》, 《愛堅守了》
- Preach樂團《放下》
- 李錦麟、貝永萍《高舉你的尊貴》

## 獎項 / 提名
| 年份   | 頒獎典禮                                 | 獎項                       | 入圍者             | 結果 |
| ------ | ---------------------------------------- | -------------------------- | ------------------ | ---- |
| 2018年 | CASH金帆音樂獎                           | 最佳旋律                   | 缺 - 徐沛昕        | 提名 |
| 2018年 | CASH金帆音樂獎                           | 粵語流行作品               | 缺 - 徐沛昕        | 獲獎 |
| 2018年 | 2018年度勁歌金曲頒獎典禮                 | 勁歌金曲獎                 | 缺                 | 獲獎 |
| 2018年 | YouTube 2018 原創音樂影片榜              | 香港十大熱門廣東歌第1位    | 缺                 | 獲獎 |
| 2018年 | MOOV MUSIC AWARDS 2018                   | 年度十大廣東歌             | 缺                 | 獲獎 |
| 2018年 | 2018 加拿大至 HIT 中文歌曲排行榜年度總選 | 至HIT推崇粵語十大歌曲      | 缺                 | 獲獎 |
| 2019年 | 第四十一屆十大中文金曲                   | 十大中文金曲 第一位        | 缺                 | 獲獎 |
| 2019年 | CASH金帆音樂獎                           | 最佳編曲                   | 褚鎮東/徐沛昕      | 提名 |
| 2019年 | CASH金帆音樂獎                           | CASH最佳歌曲大獎           | 我們都是這樣長大的 | 獲獎 |
| 2019年 | CASH金帆音樂獎                           | 最佳旋律                   | 徐沛昕             | 獲獎 |
| 2019年 | 全球華語歌曲排行榜                       | 最佳作曲獎                 | 徐沛昕             | 獲獎 |
| 2019年 | 全球華語歌曲排行榜                       | 年度二十大金曲獎           | 我們都是這樣長大的 | 獲獎 |
| 2019年 | 2019年度新城勁爆頒獎禮                   | 勁爆播放指數歌曲           | 我們都是這樣長大的 | 獲獎 |
| 2019年 | Youtube 2019 原創音樂影片榜              | 香港十大熱門本地音樂影片   | 我們都是這樣長大的 | 獲獎 |
| 2020年 | 2019年度叱咤樂壇流行榜頒獎典禮           | 叱咤樂壇我最喜愛的歌曲大獎 | 我們都是這樣長大的 | 七強 |
| 2020年 | 2019年度叱咤樂壇流行榜頒獎典禮           | 叱咤樂壇至尊歌曲大獎       | 我們都是這樣長大的 | 獲獎 |
| 2020年 | KKBOX - 香港本地年度單曲累積榜2019       | 本地年度單曲第一位         | 我們都是這樣長大的 | 獲獎 |
| 2020年 | 第四十二屆十大中文金曲                   | 十大中文金曲               | 我們都是這樣長大的 | 獲獎 |
| 2020年 | 第四十二屆十大中文金曲                   | 全球華人至尊金曲獎         | 我們都是這樣長大的 | 獲獎 |
| 2020年 | 2019 加拿大至 HIT 中文歌曲排行榜年度總選 | 專業推崇十大粵語歌曲       | 我們都是這樣長大的 | 獲獎 |
| 2021年 | 2021年度新城勁爆頒獎禮                   | 勁爆歌曲                   | 留下來的人         | 獲獎 |
| 2021年 | 2021勁歌金曲優秀作品第一回               | 得獎歌曲                   | 留下來的人         | 獲獎 |